# Puntate di Enigmi alieni
Questa è la lista delle puntate di Enigmi alieni.
| Stagione                 | Episodi | Prima TV USA | Prima TV Italia |
| ------------------------ | ------- | ------------ | --------------- |
| Prima stagione           | 5       | 2010         | 2010            |
| Seconda stagione         | 10      | 2010         | 2011            |
| Terza stagione           | 16      | 2011         | 2011-2012       |
| Quarta stagione          | 10      | 2012         | 2012            |
| Quinta stagione          | 12      | 2012-2013    | 2013            |
| Sesta stagione           | 11      | 2013         | 2013-2014       |
| Settima stagione         | 8       | 2014         | 2014            |
| Ottava stagione          | 9       | 2014         | 2014-2015       |
| Nona stagione            | 20      | 2014-2015    | 2015            |
| Decima stagione          | 10      | 2015         | 2015-2016       |
| Undicesima stagione      | 15      | 2016         | 2016            |
| Dodicesima stagione      | 16      | 2017         | 2017            |
| Tredicesima stagione     | 15      | 2018-2019    | 2018-2019       |
| Quattordicesima stagione | 22      | 2019         | 2019-2020       |
| Quindicesima stagione    | 12      | 2020         | 2020            |
| Sedicesima stagione      | 10      | 2020-2021    | 2020-2021       |
| Diciassettesima stagione | 7       | 2021         | 2021            |
| Diciottesima stagione    | 10      | 2022         | 2022            |
| Diciannovesima stagione  | 20      | 2023         | 2023            |

## Episodio pilota
| nº | Titolo originale                        | Titolo italiano               | Prima TV USA | Prima TV Italia |
| -- | --------------------------------------- | ----------------------------- | ------------ | --------------- |
| 1  | Ancient Aliens: Chariots, Gods & Beyond | Il mito degli antenati alieni | 8 marzo 2009 | 23 ottobre 2010 |

## Il mito degli antenati alieni
- Titolo originale: Ancient Aliens: Chariots, Gods & Beyond
- Scritto da: Rob Hampton

### Trama
L'episodio pilota espone il punto di vista dell'autore Erich von Däniken il quale teorizzò (come già fece tempo prima Zecharia Sitchin nel libro Il Pianeta degli Dei) che una civiltà aliena evoluta proveniente da un altro pianeta visitasse gli esseri umani primitivi, desse loro la conoscenza del sistema solare, concetti di ingegneria e matematica e tutto ciò che fosse divenuta la base delle loro religioni e culture come è evidenziato dagli antichi monumenti quali Stonehenge, le Linee di Nazca, la Necropoli di Giza e i Moai.

## Stagione 1
| nº | Titolo originale  | Titolo italiano      | Prima TV USA   | Prima TV Italia  |
| -- | ----------------- | -------------------- | -------------- | ---------------- |
| 1  | The evidence      | Gli indizi           | 20 aprile 2010 | 20 novembre 2010 |
| 2  | The visitors      | I visitatori         | 27 aprile 2010 | 6 novembre 2010  |
| 3  | The mission       | La missione          | 18 maggio 2010 | 13 novembre 2010 |
| 4  | Closer encounters | Incontri ravvicinati | 18 maggio 2010 | 27 novembre 2010 |
| 5  | The return        | Il ritorno           | 25 maggio 2010 | 4 dicembre 2010  |

## Gli indizi
Questo episodio indica che degli alieni abbiano avuto un contatto con esseri umani primitivi, e cita come prove: testi indiani in Sanscrito risalenti attorno al 300 a.C. i quali sembrano descrivere macchine volanti chiamate Vimana; megaliti nonché egiziani che mostrano una precisione così elevata nell'intaglio, a detta di alcuni, troppo sofisticata per l'epoca; il Libro dello Splendore ebraico, conosciuto anche come Sefer-ha-Zohar, il quale narra e descrive una "macchina della manna" che adotta un processo di produzione dell'alga simile a quello della clorella d'oggi.

## I visitatori
L'episodio suggerisce che delle visite aliene si siano verificate nel mondo e cita, come prova, che il popolo Dogon fosse in possesso di una conoscenza galattica proveniente da un dio delle stelle; menziona le celebrazioni da parte degli Hopi e gli Zuñi dei Kachinas (o "gli dei del cielo") che sono rappresentati con copricapi che sembrano ricordare moderni caschi spaziali; e che l'imperatore cinese Huang Di fosse un signore Han giunto sulla Terra su di un dragone giallo, che si suppone sia la rappresentazione metaforica di una nave spaziale.

## La missione
Questo episodio postula che gli alieni abbiano una piano per la Terra ed il genere umano, citando come prove: tavolette Sumere che descrivono gli Anunnaki come una razza giunta sulla Terra alla ricerca di oro; il proposito della mutilazione del bestiame; il "gruppo di buche" lunga miglia vicina a Pisco, in Perù; geroglifici egizi che sembrano raffigurare creature ibride parte uomini, parte animali; i teschi di cristallo e i cerchi nel grano che pare contengano messaggi provenienti dagli alieni.

## Incontri ravvicinati
Questo episodio suggerisce che incontri alieni siano stati documentati in diversi testi storici, portando come esempi: un libro del XIII secolo, Otia imperialia, che descrive un incidente attribuito agli UFO avvenuto a Bristol; il diario di Cristoforo Colombo che descrive la presenza di luci nel cielo; racconti di navicelle spaziali a forma di sigaro avvistate in Europa durante la peste nera; ed esempi di arte medievale che sembrano raffigurare oggetti a forma di disco fluttuanti nel cielo.

## Il ritorno
Questo episodio espone la teoria secondo cui gli alieni si sarebbero messi in contatto con gli umani anche nel corso ventesimo secolo, portando come esempi la battaglia di Los Angeles e l'incidente di Roswell. Si fa riferimento anche al recente progetto SETi e a cosa potrebbe succedere se gli alieni rispondessero, quale protocollo verrebbe applicato per stabilire un portavoce della razza umana e come potrebbero comunicare.

## Stagione 2
| nº | Titolo originale           | Titolo italiano           | Prima TV USA     | Prima TV Italia |
| -- | -------------------------- | ------------------------- | ---------------- | --------------- |
| 1  | Mysterious Places          | Basi UFO sulla Terra      | 28 ottobre 2010  | 16 marzo 2011   |
| 2  | Gods and Aliens            | Divinità o extraterrestri | 4 novembre 2010  | 9 marzo 2011    |
| 3  | Underwater Worlds          | Mondi sommersi            | 11 novembre 2010 | 4 maggio 2011   |
| 4  | Underground Aliens         | Ufo sottoterra            | 18 novembre 2010 | 13 aprile 2011  |
| 5  | Aliens and the Third Reich | I marziani di Hitler      | 25 novembre 2010 | 30 marzo 2011   |
| 6  | Alien Tech                 | Scienza extraterrestre    | 2 dicembre 2010  | 6 aprile 2011   |
| 7  | Angels and Aliens          | Angeli o marziani         | 9 dicembre 2010  | 20 aprile 2011  |
| 8  | Unexplained Structures     | Strutture inspiegabili    | 16 dicembre 2010 | 27 aprile 2011  |
| 9  | Alien Devastations         | La guerra dei mondi       | 23 dicembre 2010 | 11 maggio 2011  |
| 10 | Alien Contacts             | Messaggeri dello spazio   | 30 dicembre 2010 | 23 marzo 2011   |

## Basi UFO sulla Terra
In questo episodio vengono esaminati alcuni siti che sono considerati gli epicentri dell'attività aliena sulla terra come il triangolo delle Bermuda; la "zona del silenzio" in Messico, in cui ogni segnale radio è bloccato; la struttura a portale della porta di Hayu Marka in Perù; la strana conformazione delle rocce nell'altopiano di Markawasi.

## Divinità o extraterrestri
Questo episodio prende in esame miti e religioni di civiltà distanti fra loro ma che presentano tratti comuni, suggerendo come potrebbe trattarsi della testimonianza di visite aliene. Si discute inoltre di come i racconti che presentano interazioni fra uomo e divinità, il conferimento di nuovi saperi e tecnologie, così come l'unione con le donne umane per la creazione di semidei, siano in realtà la metafora della creazione di una nuova razza ibrida.

## Mondi sommersi
In questo episodio si teorizza che le varie strutture e rovine sommerse dislocate su tutto il pianeta possano essere state usate da creature extraterrestri, come ad esempio: le rovine del tempio trovate in fondo al lago Titicaca in Perù; le strutture geometriche dello Yonaguni al largo delle coste giapponesi, e antichi testi indiani che sembrano descrivere altre civiltà sommerse ancora da scoprire.

## Ufo sottoterra
In questo episodio vengono prese in considerazione alcune aree sotterranee che potrebbero essere state usate come nascondigli dagli alieni, come ad esempio Cueva de los Tayos, una cava perduta in Ecuador, legata alla figura di Padre Crespi con la sua ampia raccolta di artefatti: fra questi pare vi fossero delle tavolette metalliche contenenti informazioni di origine aliena; la città sotterranea di Derinkuyu in Turchia; le leggende degli indiani d'America che fanno riferimento a creature che vivono nel sottosuolo; le voci riguardanti una base militare americana segreta che si dice sia stata costruita con l'aiuto degli alieni a Dulce, nel New Mexico.

## I marziani di Hitler
In questo episodio si specula su come la Germania nazista avesse fatto ricorso a tecnologia aliena per i suoi esperimenti e la costruzione di macchine volanti come gli haunebu e il Die Glocke. Si sostiene addirittura che parte di questa tecnologia sia poi finita in mano statunitense permettendo l'avvio del programma Apollo.

## Scienza Extraterrestre
L'episodio presuppone le probabilità che gli antichi avessero una tecnologia avanzata donata loro da visitatori extraterrestri, grazie alle quali sarebbero riusciti a costruire costruzioni varie come le piramidi e i siti archeologici vari, oltre a varie armi avanzate.

## Angeli o marziani
L'episodio parla di come i miti vari su creature umanoidi alate o "angeli" possano derivare dalla visione primitiva degli extraterrestri. L'episodio fa inoltre vedere le possibilità di come questi siano presenti in varie credenze religiose.

## Strutture inspiegabili
L'episodio cerca di trovare spiegazione su tutte le misteriose strutture primitive presenti sulla Terra: l'incredibile ammasso di Göbekli Tepe, nell'attuale Turchia, la minuziosa costruzione di Sacsayhuamán, costruita dagli Inca e collocata nell'attuale Perù, i misteriosi Allineamenti di Carnac, situati in Francia e la stranissima Zorats Karer, in Armenia, ipotizzando che queste sarebbero stare realizzate proprio grazie agli alieni.

## La guerra dei mondi
L'episodio ipotizza che gli alieni avrebbero provocato vari disastri e guerre per controllare gli umani. Si parla poi delle probabilità sull'assegnazione a mezzi alieni di alcuni fra i più famosi disastri della storia della Terra.

## Messaggeri dello spazio
L'episodio presuppone che siano arrivate nell'antichità entità extraterrestri sul nostro pianeta e che avrebbero condizionato la vita di famosi personaggi come Mosè o Giovanna d'Arco e che avrebbero dato profezie all'umanità.

## Stagione 3
| nº | Titolo originale                | Titolo italiano          | Prima TV USA      | Prima TV Italia  |
| -- | ------------------------------- | ------------------------ | ----------------- | ---------------- |
| 1  | Aliens and the Old West         | Cowboy Extraterrestri    | 28 luglio 2011    | 5 ottobre 2011   |
| 2  | Aliens and Monsters             | Mostri dallo spazio      | 4 agosto 2011     | 12 ottobre 2011  |
| 3  | Aliens and Sacred Places        | Le chiese degli UFO      | 11 agosto 2011    | 19 ottobre 2011  |
| 4  | Aliens and Temples of Gold      | Il tempio dell'Oro       | 18 agosto 2011    | 26 ottobre 2011  |
| 5  | Aliens and Mysterious Rituals   | Riti extraterrestri      | 25 agosto 2011    | 2 novembre 2011  |
| 6  | Aliens and Ancient Engineers    | Antiche costruzioni Ufo  | 1º settembre 2011 | 9 novembre 2011  |
| 7  | Aliens, Plagues and Epidemics   | Epidemia dallo Spazio    | 8 settembre 2011  | 16 novembre 2011 |
| 8  | Aliens and Lost Worlds          | Mondi perduti            | 15 settembre 2011 | 23 novembre 2011 |
| 9  | Aliens and Deadly Weapons       | Antiche armi del futuro  | 22 settembre 2011 | 30 novembre 2011 |
| 10 | Aliens and Evil Places          | I luoghi del male        | 28 settembre 2011 | 7 dicembre 2011  |
| 11 | Aliens and The Founding Fathers | I padri fondatori        | 5 ottobre 2011    | 14 dicembre 2011 |
| 12 | Aliens and Deadly Cults         | Sette extraterrestri     | 12 ottobre 2011   | 21 dicembre 2011 |
| 13 | Aliens and the Secret Code      | I codici segreti         | 19 ottobre 2011   | 28 dicembre 2011 |
| 14 | Aliens and the Undead           | Gli immortali            | 26 ottobre 2011   | 4 gennaio 2012   |
| 15 | Aliens, Gods and Heroes         | Dei ed eroi dallo spazio | 16 novembre 2011  | 11 gennaio 2012  |
| 16 | Aliens and the Creation of Man  | Le origini dell'Uomo     | 23 novembre 2011  | 18 gennaio 2012  |

## Cowboy Extraterrestri
L'episodio analizza le varie storie di UFO nel vecchio West, cominciando con il presupposto UFO crash avvenuto ad Aurora, nel Texas, nel 1897. Si passa poi al racconto di diverse leggende nativoamericane sospettose sul Great Serpent Mound, a Peebles, nella Adams County, nell'Ohio per poi concludere con l'incredibile racconto dell'uccello del tuono che emergerebbe dall'Elizabeth's Lake, in California.

## Mostri dallo spazio
L'episodio parla di come gli antichi alieni avrebbero manipolato geneticamente gli esseri umani facendo nascere dei mostri, ripercorrendo e spiegando teoricamente i miti greci della Chimera, dell'Idra, del Minotauro e della Medusa che sarebbero stati, appunto, ibridi geneticamente modificati.

## Le chiese degli UFO
L'episodio esamina come alcuni tra i luoghi più sacri per l'umanità siano stati proprio i punti di contatto con esseri extraterrestri, analizzando esempi come il Monte del Tempio e la Cupola della Roccia della città di Gerusalemme, oltre alla pietra di Kaʿba, posta nel Santuario della Mecca, che sarebbe arrivata sulla Terra da un altro mondo e le chiese scavate nella roccia di Lalibela, in Etiopia, oltre all'antica città di Baalbek, che sarebbe servita come pista d'atterraggio per gli UFO.

## Il tempio dell'Oro
L'episodio sostiene che gli antichi alieni sarebbero scesi sulla Terra con l'intento di estrarre l'oro, spiegando che gli avvistamenti ufologici vicino alle città di Eldorado e Paititi e del Lago Puray nel Perù, dove gli avvistamenti sarebbero spiegati dalla presenza di oro, oltre che dalla ricerca di questi materiali per eseguire varie operazioni alchemiche, come quelle per la pietra filosofale, oltre alla supposizione della presenza di incredibili scoperte alchemiche di origine aliena che si troverebbero in una piccola chiesa di Rennes-le-Château, oltre alla scala a spirale che rappresenterebbe il DNA della Cappella di Rosslyn, in Scozia, dove si troverebbe il Santo Graal.

## Riti extraterrestri
In tutto il mondo antichi riti e rituali si ritiene vogliano collegare gli esseri umani a un'altra dimensione. Ma con chi, o cosa, stiamo comunicando? Potrebbero i rituali di oggi, come i festival, le incoronazioni e i funerali essere basati su tentativi dell'uomo di emulare antichi visitatori alieni? In caso affermativo, quali altri rituali antichi potrebbero trovare le loro radici in un regno che non è di questo mondo?

## Antiche costruzioni Ufo
Forse gli strumenti e la tecnologia di antichi costruttori è venuta da galassie lontane? L'evidenza suggerisce che un'antica fortezza di montagna in Perù è stato costruito con il laser così come i templi di Vijayanagara in India sono stati costruiti per sfruttare l'energia cosmica... e una camera acustica a Malta permette la comunicazione interplanetaria. Se gli antichi costruttori hanno fatto uso di tecnologia avanzata, potrebbe dimostrare che gli alieni hanno visitato migliaia di terra di anni fa?

## Epidemia dallo Spazio
Gli scienziati sono continuamente stimolati da ceppi di batteri non identificati dalle origini misteriose. Potrebbero alcune delle nostre piaghe più paralizzanti e le epidemie essere ricondotte ai più oscuri vuoti dello spazio, o addirittura ad un intervento extraterrestre? Durante la peste nera del Medioevo la gente ha riferito di navi di bronzo emettere una nebbia strana. Non più tardi del 2011 lo scienziato della NASA Richard Hoover ha pubblicato le prove della vita nei meteoriti. È possibile che gli alieni antichi - piccoli come microbi - abbiano modellato la storia umana?

## Mondi perduti
Leggende misteriose e rovine fatiscenti sono tutto ciò che rimane dei mondi perduti del nostro pianeta. Ma ci potrebbe essere la prova di antichi visitatori alieni nascosti tra i manufatti delle civiltà che si sono ormai estinte? Strane sculture suggeriscono che la città Maya di Copán è stata governata dai discendenti di esseri ultraterreni. Alcuni credono che gli antichi Nazca modificarono i loro corpi e le loro terre per segnalare agli dèi delle stelle dove tornare. Sono i risultati sorprendenti di civiltà perdute o sono soltanto i prodotti del folklore antico o potrebbero essere qualcosa di ... fuori da questo mondo?

## Antiche armi del futuro
Spade di ferro forgiato nel fuoco, polvere da sparo con il potere di fare a pezzi la carne umana e razzi in grado di distruggere intere città. Nel corso della storia, i progressi della tecnologia hanno portato allo sviluppo di armi potenti sempre più mortali di quelle precedenti. Ma erano queste armi letali il prodotto dell'innovazione umana o sono stati creati con l'aiuto di qualcun altro, forse di fonte ultraterrena?

## I luoghi del male
Per migliaia di anni ci sono stati posti, in tutto il mondo considerati pericoloso per l'uomo. Forse in questi posti c'è la chiave di una connessione ultraterrena? Delle Black Mountains in Australia i miti locali parlano di divinità serpente e gli escursionisti scompaiono. Ogni anno centinaia di persone sono attratte da una foresta oscura alla base del Fuji in Giappone, per suicidarsi. Quali sono le cause che definiscono questi luoghi come luoghi del male? Ci potrebbe essere la prova che in passato attività extraterrestri hanno portato energia negativa in luoghi divenuti malvagi sulla nostra Terra?

## I padri fondatori
Qual è il significato di messaggi segreti trovati in tutta Washington? Forse i padri fondatori sapevano qualcosa degli alieni antichi che il grande pubblico non sa? E se è così, potrebbe questa conoscenza essere stata incorporata nei simboli, nell'architettura e nei documenti dei fondatori degli Stati Uniti d'America?

## Sette extraterrestri
Suicidi di massa. Sacrifici umani. Nel corso della storia alcune persone hanno affermato di avere conoscenze ultraterrene e hanno portato i seguaci a commettere atti orribili di violenza. Sono truffatori? Sono pazzi? O forse le voci che sentono nella testa sono davvero di origine extraterrestre? E se sì, hanno semplicemente frainteso i messaggi ricevuti? Oppure potrebbero esserci extraterrestri con sinistre intenzioni?

## I codici segreti
Monumenti megalitici collegati tra loro da energia elettromagnetica ... Resti preistorici disposti a grandi distanze in linea retta ... Matematica avanzata scolpita in luoghi di interesse da più di 5000 anni. Sono spettacolari costruzioni dell'uomo antico? Le hanno costruite gli esseri umani? Da soli? E se invece portano la prova della progettazione e dell'interconnessione con dei visitatori ultraterreni?

## Gli immortali
Zombie escono dalle loro tombe ... vampiri succhia sangue dannati per l'eternità ... e gli esseri umani intrappolati in una lotta per la vita e la morte, tra il cielo e l'inferno. Per migliaia di anni, l'umanità ha raccontato storie di incontri con strane creature senz'anima. Sono queste convinzioni solo manufatti creati dall'uomo o potrebbero esserci origini extraterrestri negli incontri con i non morti?

## Dei ed eroi dallo spazio
Forza sovrumana ... poteri soprannaturali ... e la capacità incredibile di volare. Nel corso della storia, l'umanità ha raccontato storie incredibili di divinità con poteri straordinari. Ma sono queste semplicemente frottole, o potrebbero essere basate su eventi reali? Questi miti sono realmente esistiti, come i teorici della paleoastronautica credono, erano esseri extraterrestri? E questo potrebbe contribuire a spiegare la popolarità duratura di dei, titani e di altri cosiddetti "supereroi"?

## Le origini dell'Uomo
Perché gli esseri umani sono così diversi da tutte le altre specie sulla Terra? Ci siamo evoluti dalla scimmia o la nostra intelligenza è il risultato di un contatto con una fonte ultraterrena? Potrebbero i progressi inspiegabili nell'evoluzione umana essere opera di esseri interstellari? Possono petroglifi vecchi di 10.000 anni collegare i nostri antenati con esseri stellari? Forse la prova di un contatto alieno contribuirebbe a rivelare il mistero della creazione dell'uomo?

## Stagione 4
| nº | Titolo originale          | Titolo italiano            | Prima TV USA     | Prima TV Italia |
| -- | ------------------------- | -------------------------- | ---------------- | --------------- |
| 1  | The Mayan Conspiracy      | Il complotto dei Maya      | 17 febbraio 2012 | 6 giugno 2012   |
| 2  | The Doomsday Prophecies   | Il Giorno del Giudizio     | 17 febbraio 2012 | 13 giugno 2012  |
| 3  | The Greys                 | Contatto con i Grigi       | 24 febbraio 2012 | 20 giugno 2012  |
| 4  | Aliens and Mega-Disasters | UFO e mega disastri        | 2 marzo 2012     | 27 giugno 2012  |
| 5  | The NASA Connection       | Le prove della NASA        | 9 marzo 2012     | 4 luglio 2012   |
| 6  | The Mystery of Puma Punku | Il mistero di Puma Punku   | 16 marzo 2012    | 25 luglio 2012  |
| 7  | Aliens and Bigfoot        | Bigfoot extraterrestre     | 23 marzo 2012    | 11 luglio 2012  |
| 8  | The Da Vinci Conspiracy   | Un Da Vinci extraterrestre | 6 aprile 2012    | 1º agosto 2012  |
| 9  | The Time Travelers        | Viaggiatori nel tempo      | 27 aprile 2012   | 8 agosto 2012   |
| 10 | Aliens and Dinosaurs      | Extraterrestri e dinosauri | 4 maggio 2012    | 18 luglio 2012  |

## Il complotto dei Maya
La civiltà Maya dominò l'America Centrale per quasi 2000 anni, ma dal IX secolo dopo Cristo le grandi città Maya sono state abbandonate e il popolo Maya scomparve. Cosa può essere successo a questa cultura avanzata? I Maya hanno lasciato indizi sul modo in cui hanno superato altre culture nella scienza, matematica, computo del tempo e, cosa più importante, l'astronomia? Negli ultimi anni, i geroglifici sono stati decodificati per rivelare che i Maya erano in grado di prevedere con precisione spostamenti dell'asse terrestre ogni 26.000 anni. Iscrizioni sul sarcofago del loro sovrano più importante, il re Pakal, raccontano di un viaggio alla Via Lattea. E preannuncia un calendario sofisticato della fine del mondo nel 2012. Più sorprendente è la loro convinzione che la conoscenza è stata passata loro da esseri ultraterreni che sono discesi dal cielo. Potrebbero gli antichi Maya aver effettivamente cospirato con i visitatori extraterrestri per pianificare il futuro - e anche la fine del mondo?

## Il Giorno del Giudizio
I Maya hanno creato il sistema di calendari più sofisticato del mondo antico, e secondo molti studiosi il loro "Calendario a Lungo Termine" finirà il 21 dicembre 2012. Cosa significa questo per l'umanità? Alcuni ricercatori credono che introdurrà il ritorno di Bolon Yokte, un dio misterioso associato con la creazione e la guerra. Può questo dio in realtà essere un extraterrestre, come alcuni teorici di paleo-astronautica crede? Altri studiosi ritengono che la fine del calendario porterà a una serie di eventi catastrofici che potrebbero minacciare l'esistenza stessa del genere umano. Essi indicano un raro allineamento galattico, che coinciderà con la fine del calendario Maya, come prova di una catastrofe geologica. Se queste profezie apocalittiche si rivelassero vere vorrà significare la fine del mondo come lo conosciamo? O potrebbero rivelare alcune verità profonde sulle origini della razza umana?

## Contatto con i Grigi
Chi sono gli esseri con grandi teste e occhi giganti che sembrano aver visitato il nostro pianeta per millenni? Conosciuti dai ricercatori come "grigi", questi esseri misteriosi sono stati descritti nella rock-art, figure scolpite nella pietra, nel corso dei secoli e in tutto il mondo. Chi sono, da quale pianeta provengono e che cosa vogliono?

## UFO e mega disastri
Numerose sono le testimonianze storiche, religiose e mitiche delle civiltà antiche di essere spazzati via da vulcani, terremoti, inondazioni, e meteore. È forse Dio o è la natura a produrre tali catastrofi? Oppure è possibile che gli esseri celesti abbiano messo lo zampino nelle catastrofi e i disastri del mondo antico?

## Le prove della Nasa
Gli scienziati della NASA, gli ex astronauti e i file segreti del governo puntano tutti verso la conclusione che vi è stato un contatto con la vita extraterrestre nel passato. I ricercatori esaminano questo e altri recenti studi scientifici che possono fornire la prova di contatto alieno sia nel passato recente che nell'antichità.

## Il mistero di Puma Punku
Create quasi 14.000 anni fa, le rovine di Puma Punku sono il più antico e sconcertante mistero sulla faccia della Terra. Nessuno sa chi ha progettato e costruito questo complesso di sofisticati blocchi maschio-femmina e poi scomparve. Prove forensi, insieme a miti e leggende locali, suggeriscono che questo sito possa essere stato progettato e abitato da una specie extraterrestre.

## Bigfoot extraterrestri
Persone da qualsiasi continente hanno affermato di essersi imbattute nelle orme di Bigfoot, oltre a questo antichi miti del folklore parlano di un primate dalle dimensioni epiche che infesterebbe le foreste buie e poco esplorate. Che cosa avverrebbe se, come i teorici del paleocontatto sostengono, ci fossero prove per collegare Bigfoot ad una civilta' aliena sconosciuta ?

## Un Da Vinci extraterrestre
Forse un esame dei dipinti magistrali di Leonardo Da Vinci, altamente tecnici, disegnati a mano, gli schizzi e gli appunti possono rivelare la conoscenza di tecnologie ultraterrena di esseri extraterrestri?

## Viaggiatori nel tempo
È possibile che gli avvistamenti di esseri alieni, o UFO, potrebbero in realtà essere la prova di viaggiatori del tempo provenienti dal futuro? E potrebbero antichi astronauti essere effettivamente viaggiatori del tempo provenienti dal nostro futuro? Gli scienziati esplorarno la possibilità teorica di viaggiare nel tempo. Come può essere raggiunto? E che cosa potrebbe fare la gente tra 10.000 anni?

## Extraterrestri e dinosauri
Tracce umane rinvenute nello stesso strato di terreno dell'epoca dei Dinosauri, spesso trovate affiancate, sculture sul tempio di Angkor Wat rappresentanti uno stegosauro, vasi a pitture rosse rappresentanti uomini che cavalcano dinosauri, è possibile che questi presunti primitivi umani, che secondo i sostenitori della teoria degli antichi astronauti erano il "prototipo" dell'uomo Sapiens-Sapiens, ebbero occasione di convivere con i dinosauri? O è possibile che degli alieni abbiano "clonato" dei Dinosauri e li hanno usati come forza lavoro nelle loro operazioni di estrazione di minerali?

## Stagione 5
| nº | Titolo originale        | Titolo italiano          | Prima TV USA     | Prima TV Italia  |
| -- | ----------------------- | ------------------------ | ---------------- | ---------------- |
| 1  | Secrets of the Pyramids | Gli UFO e le piramidi    | 21 dicembre 2012 | 6 febbraio 2013  |
| 2  | Aliens and Cover Ups    | Eventi top secret        | 28 dicembre 2012 | 13 febbraio 2013 |
| 3  | Alien Power Plants      | Elettricità dallo spazio | 4 gennaio 2013   | 20 febbraio 2013 |
| 4  | Destination Orion       | Destinazione Orione      | 11 gennaio 2013  | 27 febbraio 2013 |
| 5  | The Einstein Factor     | Il fattore Einstein      | 18 gennaio 2013  | 6 marzo 2013     |
| 6  | Secrets of the Tombs    | Tombe extraterrestri     | 25 gennaio 2013  | 22 maggio 2013   |
| 7  | Prophets and Prophecies | Profeti e profezie       | 8 febbraio 2013  | 29 maggio 2013   |
| 8  | Beyond Nazca            | Le linee di Nazca        | 15 febbraio 2013 | 12 giugno 2013   |
| 9  | Strange Abductions      | Rapimenti UFO            | 22 febbraio 2013 | 5 giugno 2013    |
| 10 | The Von Daniken Legacy  | Origini ultraterrene     | 19 aprile 2013   | 3 luglio 2013    |
| 11 | The Viking Gods         | Gli Dei vichinghi        | 12 aprile 2013   | 26 giugno 2013   |
| 12 | The Monoliths           | Il segreto dei monoliti  | 5 aprile 2013    | 19 giugno 2013   |

## Gli UFO e le piramidi
Per migliaia di anni le piramidi sono state le più grandi strutture della Terra. Le più note sono state costruite in Egitto e in America centrale ma altre sono state trovate in tutto il mondo, in Cina, in Africa e in Indonesia. Ma a che scopo sono state costruite, a che servono? I ricercatori esplorano le strane coincidenze tra tutte le piramidi, così come le connessioni geografiche, quelle strategiche e ultraterrene tra queste misteriose strutture monumentali.

## Eventi Top Secret
Nel 1980 tre giovani militari sono stati inviati in una foresta del Regno Unito per indagare su strane luci. Hanno riferito di aver incontrato un veicolo spaziale di origine sconosciuta. Uno degli uomini che ha toccato l'oggetto afferma di aver ricevuto telepaticamente una lunga sequenza di codice binario che ha poi scritto e tradotto. L'esercito ordinò loro di non parlare dell'incidente. Perché questi incontri con gli UFO continuano ad essere tenuti nascosti, e cosa potrebbero rivelare sul nostro antico passato?

## Elettricità dallo Spazio
Geroglifici egiziani mostrano l'uso di lampadine in tombe e camere segrete. Delle batterie sono state scoperte tra i manufatti della Mesopotamia? Forse gli Antichi conoscevano l'elettricità, e se sì, come hanno fatto a scoprire questa tecnologia? Forse hanno avuto un aiuto dagli extraterrestri?

## Destinazione Orione
Perché le antiche civiltà di tutto il mondo si sono tutte concentrate sulla costellazione di Orione? I ricercatori suggeriscono che questo punto del cielo potrebbe essere stato un cosiddetto Stargate, o punto di ingresso, per forme di vita aliene. Gli extraterrestri che visitano la Terra da migliaia di anni potrebbero aver avuto origine dalla Nebulosa di Orione?

## Il fattore Einstein
Albert Einstein era un genio? O era sovrumano? Il suo genio era di "questo mondo" o era di "un altro mondo?" È possibile che, come i teorici degli antichi astronauti credono, esista una connessione extraterrestre con il genio scientifico di famosi personaggi storici come Albert Einstein, Galileo, Archimede e Aristotele?

## Tombe extraterrestri
In tutto il mondo, gli archeologi hanno portato alla luce tombe antiche piene di scritti e oggetti strani. Somiglianze notevoli sono state notate tra ognuno di detti siti. Come è possibile che le camere di sepoltura di culture così lontane siano così simili nel design? I teorici degli antichi astronauti ritengono che alcune di queste tombe, complesse e tecnicamente avanzate, siano state progettate con l'aiuto di extraterrestri.

## Profeti e profezie
Erano i messaggeri della conoscenza divina o veggenti che hanno condiviso visioni del futuro. Per migliaia di anni la civiltà umana è stata guidata dalle parole e dalle azioni degli antichi profeti, ma con chi o con cosa questi profeti hanno comunicato? Forse le esperienze dei profeti sono la prova di comunicazione con una sorgente celeste? I veggenti come Elia e Joseph Smith hanno realmente comunicato con padroni extraterrestri? E se sì, esistono ancora oggi profeti simili?

## Le linee di Nazca
Il libro più famoso di Erich von Däniken, il "Chariots of the Gods", ha posto l'attenzione sul misterioso fenomeno delle Linee di Nazca. Centinaia di linee gigantesche, alcune a forma di animale, o con motivi geometrici, c'è persino l'immagine di un alieno e si estendono per chilometri lungo un remoto deserto peruviano. Gli studiosi sono divisi sul chi le ha costruite e perché. Alcuni teorici degli antichi astronauti credono che le iscrizioni di massa presuppongono una connessione extraterrestre e forse un antico popolo della regione ha creato queste gigantesche figure in omaggio agli dei che le hanno visitate. Con uno dei più grandi depositi di nitrati al mondo, un ingrediente chiave come combustibile per razzi e armi, Nazca potrebbe essere stata una miniera per esseri avanzati di un lontano passato?

## Rapimenti UFO
Nel 1975 Travis Walton sostiene di essere stato rapito e portato a bordo di una nave spaziale pilotata da esseri extraterrestri. Diverse persone testimoniano il suo incontro e quasi 40 anni dopo la storia del rapimento di Walton la convinzione sulla sua veridicità non ha mai vacillato. Però i ricercatori dicono che i rapimenti non sono un fenomeno moderno. La Bibbia ebraica è piena di storie di rapimenti di esseri ultraterreni. Giona, Mosè, Ezechiele e Enoch tutti raffigurano ciò che potrebbe essere meglio descritto come "fisicamente partito per altre dimensioni" e poi restituito alla nostra. È possibile che esseri extraterrestri continuino a rapire gli esseri umani da migliaia di anni?

## Origini ultraterrene
Il viaggio spirituale di un giovane uomo. Un bestseller controverso e una teoria scientifica che minaccia di cambiare il mondo. Questi sono i fatti attribuibili a Erich Von Daniken e alla sua teoria sugli antichi alieni. Per più di 40 anni, i suoi libri hanno venduto oltre 65 milioni di copie in tutto il mondo. Lui è un eroe per alcuni, e un eretico per gli altri, ma le teorie di Erich von Däniken hanno catturato l'attenzione del mondo e innescato un movimento noto come "Teoria degli Antichi Astronauti". La sua ricerca esaustiva per la verità sulle origini del genere umano ultraterrene hanno iniziato a guadagnare credibilità con un piccolo ma crescente numero di Teorici degli Antichi Astronauti. Gli antichi astronauti sono davvero venuti sul pianeta Terra? E, se sì, quale è stato il loro scopo? E, forse ancora più importante, torneranno di nuovo?

## Gli Dei vichinghi
Erano possenti guerrieri che hanno aperto i cieli su carri scintillanti ed utilizzato armi così magiche da poter distruggere intere montagne. Odino, Thor e Freyr. Le divinità venerate dai Vichinghi norvegesi erano terribili e misteriose, ma questi esseri erano veramente divini o c'è, forse, una connessione extraterrestre? I Vichinghi sono stati tra le culture più tecnologicamente avanzate del mondo antico. Erano esploratori epici che intrapreso viaggi transoceanici in Africa, in Medio Oriente e Nord America addirittura almeno 500 anni prima di Cristoforo Colombo. I Vichinghi sono stati guidati da potenti dèi, o superesseri, provenienti da un altro pianeta?

## Il segreto dei monoliti
Strutture di pietra massiccia che arrivano al cielo, personaggi giganti sepolti nel profondo della Terra. Dalle giungle della Costa Rica alla campagna rurale dell'Inghilterra, antichi popoli hanno realizzato straordinarie imprese costruendo senza strumenti avanzati o adeguata tecnologia. È possibile che gli extraterrestri abbiano istruito gli antichi per costruire queste complesse strutture? O sono stati i nostri antenati, spinti a creare questi monoliti al fine di ristabilire il contatto con i viaggiatori celesti che una volta camminarono sulla Terra? Che succederà quando sveleremo il mistero dei monoliti?

## Stagione 6
| nº | Titolo originale                | Titolo italiano         | Prima TV USA      | Prima TV Italia  |
| -- | ------------------------------- | ----------------------- | ----------------- | ---------------- |
| 1  | The Power of Three              | Il Numero Tre           | 30 settembre 2013 | 8 gennaio 2014   |
| 2  | The Crystal Skulls              | I Teschi Di Cristallo   | 7 ottobre 2013    | 1º gennaio 2014  |
| 3  | The Anunnaki Connection         | Gli Dei Anunnaki        | 14 ottobre 2013   | 1º gennaio 2014  |
| 4  | Magic of the Gods               | Magico E Divino         | 21 ottobre 2013   | 8 gennaio 2014   |
| 5  | The Satan Conspiracy            | Rivelazioni Su Satana   | 28 ottobre 2013   | 25 dicembre 2013 |
| 6  | Alien Operations                | Antichi Chirurghi       | 1º novembre 2013  | 18 dicembre 2013 |
| 7  | Emperors, Kings and Pharaohs    | Per Diritto Divino      | 8 novembre 2013   | 18 dicembre 2013 |
| 8  | Mysterious Relics               | Il Culto Delle Reliquie | 15 novembre 2013  | 25 dicembre 2013 |
| 9  | Aliens and Forbidden Islands    | Isole Misteriose        | 29 novembre 2013  | 12 marzo 2014    |
| 10 | Aliens and The Lost Ark         | L'Arca Dell'Alleanza    | 6 dicembre 2013   | 12 marzo 2014    |
| 11 | Aliens and Mysterious Mountains | Le Montagne Sacre       | 13 dicembre 2013  | 19 marzo 2014    |

## Stagione 7
| nº | Titolo originale          | Titolo italiano         | Prima TV USA     | Prima TV Italia |
| -- | ------------------------- | ----------------------- | ---------------- | --------------- |
| 1  | Aliens and Stargates      | UFO e Stargate          | 24 gennaio 2014  | 26 marzo 2014   |
| 2  | Aliens in America         | L'America Misteriosa    | 31 gennaio 2014  | 19 marzo 2014   |
| 3  | The Star Children         | Figli Delle Stelle      | 7 febbraio 2014  | 26 marzo 2014   |
| 4  | Treasures of the Gods     | Reliquie Extraterrestri | 14 febbraio 2014 | 2 aprile 2014   |
| 5  | Aliens and the Red Planet | Il Pianeta Rosso        | 21 febbraio 2014 | 2 aprile 2014   |
| 6  | The Shamans               | Gli Sciamani            | 28 febbraio 2014 | 9 aprile 2014   |
| 7  | Aliens and Insects        | Insetti Dallo Spazio    | 7 marzo 2014     | 9 aprile 2014   |
| 8  | Alien Breeders            | Allevatori Alieni       | 14 marzo 2014    | 16 aprile 2014  |

## Stagione 8
| nº | Titolo originale       | Titolo italiano             | Prima TV USA   | Prima TV Italia  |
| -- | ---------------------- | --------------------------- | -------------- | ---------------- |
| 1  | Alien Transports       | Navicelle extraterrestri    | 13 giugno 2014 | 7 gennaio 2015   |
| 2  | Mysterious Structures  | Costruzioni impossibili     | 20 giugno 2014 | 28 gennaio 2015  |
| 3  | Mysterious Devices     | Tecnologie dell'altro mondo | 27 giugno 2014 | 21 gennaio 2015  |
| 4  | Faces of the Gods      | DNA universale              | 25 luglio 2014 | 14 gennaio 2015  |
| 5  | The Reptilians         | I Rettiliani                | 25 luglio 2014 | 26 novembre 2014 |
| 6  | The Tesla Experiment   | L'esperimento Tesla         | 1º agosto 2014 | 10 dicembre 2014 |
| 7  | The God Particle       | La particella di Dio        | 8 agosto 2014  | 24 dicembre 2014 |
| 8  | Alien Encounters       | Dei extraterrestri          | 15 agosto 2014 | 17 dicembre 2014 |
| 9  | Aliens and Superheroes | Supereroi                   | 22 agosto 2014 | 3 dicembre 2014  |

## Stagione 9
| nº | Titolo originale         | Titolo italiano          | Prima TV USA     | Prima TV Italia |
| -- | ------------------------ | ------------------------ | ---------------- | --------------- |
| 1  | Forbidden Caves          | Misteriose caverne       | 31 ottobre 2014  | 17 giugno 2015  |
| 2  | Mysteries of the Sphinx  | La Sfinge di Giza        | 7 novembre 2014  | 3 giugno 2015   |
| 3  | Aliens Among Us          | Ingegneri extraterrestri | 14 novembre 2014 | 24 giugno 2015  |
| 4  | The Genius Factor        | Nella mente dei geni     | 21 novembre 2014 | 1º luglio 2015  |
| 5  | Secrets of the Mummies   | I segreti delle mummie   | 28 novembre 2014 | 8 luglio 2015   |
| 6  | Alien Resurrections      | Morti viventi            | 5 dicembre 2014  | 10 giugno 2015  |
| 7  | Alien Messages           | Messaggi in codice       | 19 dicembre 2014 | 15 luglio 2015  |
| 8  | The Great Flood          | Le grandi catastrofi     | 23 dicembre 2014 | 22 luglio 2015  |
| 9  | Aliens and the Civil War | La Guerra di Secessione  | 10 aprile 2015   | 5 agosto 2015   |
| 10 | Hidden Pyramids          | Le piramidi nascoste     | 17 aprile 2015   | 12 agosto 2015  |
| 11 | The Vanishings           | Le civiltà scomparse     | 24 aprile 2015   | 29 luglio 2015  |
| 12 | The Alien Agenda         | Progetti superiori       | 1º maggio 2015   | 19 agosto 2015  |

## Misteriose caverne
Potrebbero i recessi più oscuri del nostro pianeta contenere informazioni importanti lasciate dai nostri antenati? E, all'interno di grotte misteriose, potremmo trovare le prove di un contatto ultraterreno? Nel corso della storia umana, alcune grotte sono state considerate luoghi sacri di incontri spirituali e di illuminazione, mentre altri sono stati temuti come veri portali del purgatorio. Cosa succede in questi spazi sotterranei che hanno il potere di influenzare le religioni di tutto il mondo? Potrebbero alcune delle caverne più profonde della Terra essere condotti segreti a regni soprannaturali? In Charma, India, gli archeologi hanno recentemente scoperto un petroglifo vecchio di 10.000 anni sembra rappresentare esseri extraterrestri. Potrebbero essere, questi dipinti, una registrazione visiva di incontri con gli alieni avvenuti in un lontano passato? Potrebbero anche essere memorizzati all'interno di cristalli e minerali che ricoprono le pareti delle grotte, come alcuni teorici degli antichi astronauti suggeriscono?

## La sfinge di Giza
La Grande Sfinge di Giza è la più grande e la più studiata scultura monolitica della Terra, ma rimane uno dei più grandi misteri dell'umanità. Questo antico monolite sfida ogni spiegazione, può essere stato costruito prima di ogni civiltà conosciuta e può nascondere i segreti delle nostre origini. Mentre l'archeologia tradizionale teorizza che la Sfinge è stata costruita intorno al 2500 AC, evidenze geologiche suggeriscono che è molto più antica. Se questo è vero, allora chi o che cosa ha creato la Sfinge? I ricercatori stanno teorizzando l'esistenza di una seconda gemella sulla Piana di Giza. In caso affermativo, perché è stato deliberatamente nascosto al genere umano? Il volto della Sfinge dovrebbe rappresentare faraone Chefren, ma le dimensioni e le proporzioni della scultura suggeriscono che il capo è stato alterato. Potrebbe la statua aver rappresentato inizialmente un essere ultraterreno che è venuto sulla Terra circa 10.000 anni fa, come i teorici degli Antichi Astronauti vorrebbero?

## Stagione 10
| nº | Titolo originale      | Titolo italiano      | Prima TV USA      | Prima TV Italia  |
| -- | --------------------- | -------------------- | ----------------- | ---------------- |
| 1  | Aliens B.C.           | Una nuova civiltà    | 24 luglio 2015    | 2 dicembre 2015  |
| 2  | NASA's Secret Agenda  | Lo Sbarco sulla Luna | 31 luglio 2015    | 9 dicembre 2015  |
| 3  | Aliens and Robots     | La Rivolta dei Robot | 7 agosto 2015     | 25 novembre 2015 |
| 4  | Dark Forces           | Il Potere Oscuro     | 14 agosto 2015    | 16 dicembre 2015 |
| 5  | The Alien Evolution   | Mitologia Aliena     | 21 agosto 2015    | 23 dicembre 2015 |
| 6  | The Other Earth       | L'altra Terra        | 28 agosto 2015    | 30 dicembre 2015 |
| 7  | Creatures of the Deep | Le Creature del Mare | 4 settembre 2015  | 6 gennaio 2016   |
| 8  | Circles from the Sky  | I Cerchi nel Grano   | 18 settembre 2015 | 13 gennaio 2016  |
| 9  | The Alien Wars        | Le Guerre Aliene     | 2 ottobre 2015    | 20 gennaio 2016  |
| 10 | The Forbidden Zones   | I Luoghi Proibiti    | 9 ottobre 2015    | 3 febbraio 2016  |

## Stagione 11
| nº | Titolo originale        | Titolo italiano                  | Prima TV USA     | Prima TV Italia |
| -- | ----------------------- | -------------------------------- | ---------------- | --------------- |
| 1  | Pyramids of Antarctica  | Piramidi aliene                  | 6 maggio 2016    | 25 ottobre 2016 |
| 2  | Destination Mars        | Vita su Marte                    | 13 maggio 2016   |                 |
| 3  | The Next Humans         | Gli Uomini macchina              | 20 maggio 2016   |                 |
| 4  | The New Evidence        | Tracce extraterrestri            | 27 maggio 2016   |                 |
| 5  | The Visionaries         | Segnali dallo spazio             | 10 giugno 2016   |                 |
| 6  | Decoding the Cosmic Egg | L'uovo cosmico                   | 17 giugno 2016   | 27 ottobre 2016 |
| 7  | The Wisdom Keepers      | Leggende aborigene               | 24 giugno 2016   |                 |
| 8  | The Mysterious Nine     | I nove guardiani del mondo       | 8 luglio 2016    |                 |
| 9  | The Hidden Empire       | La muraglia aliena               | 15 luglio 2016   |                 |
| 10 | The Prototypes          | L'origine degli umani            | 22 luglio 2016   | 26 ottobre 2016 |
| 11 | Space Station Moon      | Base lunare                      | 29 luglio 2016   |                 |
| 12 | Russia's Secret Files   | Russia Top Secret                | 12 agosto 2016   |                 |
| 13 | Beyond Roswell          | Non solo Roswell                 | 19 agosto 2016   |                 |
| 14 | The Returned            | Incontri ravvicinati del IV tipo | 26 agosto 2016   |                 |
| 15 | Shiva the Destroyer     | Shiva, il dio alieno             | 2 settembre 2016 |                 |

## Stagione 12
| nº | Titolo originale            | Titolo italiano                 | Prima TV USA      | Prima TV Italia   |
| -- | --------------------------- | ------------------------------- | ----------------- | ----------------- |
| 1  | The Alien Hunters           | Cacciatori di alieni            | 28 aprile 2017    |                   |
| 2  | Forged by the Gods          | Metallo alieno                  | 5 maggio 2017     | 20 settembre 2017 |
| 3  | The Mystery of Rudloe Manor | Il mistero della base inglese   | 12 maggio 2017    | 20 settembre 2017 |
| 4  | The Alien Architects        | Architettura aliena             | 19 maggio 2017    | 27 settembre 2017 |
| 5  | The Pharaohs' Curse         | La maledizione di Tutankhamon   | 26 maggio 2017    | 27 settembre 2017 |
| 6  | The Science Wars            | Sfida alla scienza              | 2 giugno 2017     | 4 ottobre 2017    |
| 7  | City of the Gods            | Teotihuacan, la città degli Dei | 9 giugno 2017     | 4 ottobre 2017    |
| 8  | The Alien Frequency         | Frequenze aliene                | 16 giugno 2017    | 11 ottobre 2017   |
| 9  | The Majestic Twelve         | X-Files, la vera storia         | 7 luglio 2017     | 11 ottobre 2017   |
| 10 | The Akashic Record          | Il libro della vita             | 14 luglio 2017    | 18 ottobre 2017   |
| 11 | Voices of the Gods          | Camminano tra noi               | 21 luglio 2017    | 18 ottobre 2017   |
| 12 | The Animal Agenda           | Animali extraterrestri          | 28 luglio 2017    | 25 ottobre 2017   |
| 13 | The Replicants              | Il mistero della reincarnazione | 4 agosto 2017     | 1º novembre 2017  |
| 14 | A Spaceship Made of Stone   | Il megalite giapponese          | 11 agosto 2017    | 1º novembre 2017  |
| 15 | The Alien Disks             | Dischi alieni?                  | 8 settembre 2017  | 8 novembre 2017   |
| 16 | Return to Gobekli Tepe      | Mistero in Turchia              | 15 settembre 2017 | 8 novembre 2017   |

## Sfida alla scienza
Quasi ogni anno, archeologi e antropologi realizzano scoperte che cambiano ciò che sappiamo fino a quel momento sulla Storia. Ma spesso, alcuni artefatti vengono ignorati...

## Teotihuacan, la città degli Dei
L'antica città di Teotihuacan, in Messico, rappresenta uno dei più grandi misteri al mondo. Ad oggi, nessuno sa chi abbia costruito la metropoli e cosa le sia accaduto.

## X-Files, la vera storia
Secondo un filmato scoperto nel 1984 e girato nel 1952, l'allora direttore della CIA aveva informato il presidente Eisenhower di un gruppo segreto che indagava sugli UFO.

## Stagione 13
| nº | Titolo originale           | Titolo italiano                                        | Prima TV USA   | Prima TV Italia   |
| -- | -------------------------- | ------------------------------------------------------ | -------------- | ----------------- |
| 1  | The UFO Conspiracy         | Cospirazione UFO                                       | 27 aprile 2018 | 13 giugno 2018    |
| 2  | Da Vinci's Forbidden Codes | Il Codice Da Vinci                                     | 4 maggio 2018  | 20 giugno 2018    |
| 3  | The Alien Protocols        | Incontri ravvicinati                                   | 11 maggio 2018 | 27 giugno 2018    |
| 4  | Earth's Black Holes        | Buchi neri sulla Terra?                                | 18 maggio 2018 | 4 luglio 2018     |
| 5  | The Desert Codes           | Il deserto degli alieni                                | 25 maggio 2018 | 11 luglio 2018    |
| 6  | Area 52                    | Area 52                                                | 1º giugno 2018 | 18 luglio 2018    |
| 7  | Earth Station Egypt        | I misteri dell'antico Egitto                           | 20 luglio 2018 | 19 settembre 2018 |
| 8  | Island of the Giants       | Enigmi Alieni in Sardegna                              | 27 luglio 2018 | 12 settembre 2018 |
| 9  | The Taken                  | Rapimenti alieni                                       | 3 agosto 2018  | 26 settembre 2018 |
| 10 | The Sentinels              | I misteri dell'Isola di Pasqua                         | 10 agosto 2018 | 3 ottobre 2018    |
| 11 | Russia Declassified        | Russia: misteri spaziali                               | 17 agosto 2018 | 10 ottobre 2018   |
| 12 | They Came from the Sky     | Meteoriti UFO                                          | 24 agosto 2018 | 17 ottobre 2018   |
| 13 | The Artificial Human       | I robot ci sostituiranno?                              | 31 agosto 2018 |                   |
| 14 | The Alien Phenomenon       | Messaggeri degli Dei (Episodio speciale di 1,20 ore)   | 4 gennaio 2019 |                   |
| 15 | Return to Mars             | In viaggio verso Marte (Episodio speciale di 1,20 ore) | 7 gennaio 2019 |                   |

## Stagione 14
| nº | Titolo originale          | Titolo italiano                  | Prima TV USA     | Prima TV Italia   |
| -- | ------------------------- | -------------------------------- | ---------------- | ----------------- |
| 1  | Return to Antarctica      | Antartide, quartier generale UFO | 31 maggio 2019   | 25 luglio 2019    |
| 2  | The Badland's Guardian    | Il guardiano dei calanchi        | 7 giugno 2019    | 1º agosto 2019    |
| 3  | Element 115               | L'elemento 115                   | 14 giugno 2019   | 8 agosto 2019     |
| 4  | The Star Gods of Sirius   | Il popolo di Sirio B             | 21 giugno 2019   | 15 agosto 2019    |
| 5  | They Came from the Sea    | Gli alieni degli oceani          | 28 giugno 2019   | 22 agosto 2019    |
| 6  | Secrets of the Maya       | I segreti dei Maya               | 5 luglio 2019    | 29 agosto 2019    |
| 7  | The Druid Connection      | Stonehenge in America?           | 19 luglio 2019   | 5 settembre 2019  |
| 8  | The Reptilian Agenda      | Obiettivo rettiliano             | 26 luglio 2019   | 12 settembre 2019 |
| 9  | The Alien Infection       | Virus alieni                     | 2 agosto 2019    | 19 settembre 2019 |
| 10 | Project Hybrid            | DNA UFO                          | 9 agosto 2019    | 26 settembre 2019 |
| 11 | The Trans-Dimensionals    | Manifestazioni transdimensionali | 16 agosto 2019   | 26 dicembre 2019  |
| 12 | Islands of Fire           | I misteri delle Hawaii           | 23 agosto 2019   | 2 gennaio 2020    |
| 13 | The Constellation Code    | Il codice stellare               | 30 agosto 2019   | 9 gennaio 2020    |
| 14 | The Nuclear Agenda        | UFO atomici                      | 6 settembre 2019 | 16 gennaio 2020   |
| 15 | The Alien Mountain        | Enigmi alieni in Val di Susa     | 4 ottobre 2019   | 19 dicembre 2019  |
| 16 | The Alien Brain           | Poteri mentali                   | 11 ottobre 2019  | 24 gennaio 2020   |
| 17 | The Secrets of Stonehenge | I segreti di Stonehenge          | 18 ottobre 2019  | 23 gennaio 2020   |
| 18 | Food of the Gods          | Cibo divino                      | 1º novembre 2019 | 30 gennaio 2020   |
| 19 | Human Hieroglyphs         | Geroglifici viventi              | 8 novembre 2019  | 13 febbraio 2020  |
| 20 | The Storming of Area 51   | L'Invasione dell'Area 51         | 15 novembre 2019 | 20 febbraio 2020  |
| 21 | Countdown to Disclosure   | Tre, due, UFO                    | 22 novembre 2019 | 12 marzo 2020     |
| 22 | Secrets of the Exoplanets | Oltre il Sistema Solare          | 29 novembre 2019 | 27 febbraio 2020  |

## Stagione 15
| nº | Titolo originale                    | Titolo italiano                   | Prima TV USA     | Prima TV Italia |
| -- | ----------------------------------- | --------------------------------- | ---------------- | --------------- |
| 1  | The Mystery of Nan Madol            | Enigmi in Micronesia              | 25 gennaio 2020  | 5 marzo 2020    |
| 2  | The Relics of Roswell               | Roswell: relitti alieni           | 1º febbraio 2020 | 19 marzo 2020   |
| 3  | Destination Chile                   | Gli alieni del Cile               | 8 febbraio 2020  | 18 giugno 2020  |
| 4  | The Real Men in Black               | Men in Black: la vera storia      | 15 febbraio 2020 | 25 giugno 2020  |
| 5  | The Mystery of the Stone Giants     | I giganti di pietra               | 22 febbraio 2020 | 2 luglio 2020   |
| 6  | The World Before Time               | Antenati ultratecnologici         | 29 febbraio 2020 | 9 luglio 2020   |
| 7  | They Came from the Pleiades         | Veniamo dalle Pleiadi?            | 7 marzo 2020     | 16 luglio 2020  |
| 8  | The Immortality Machine             | Integratron, la vita eterna       | 14 marzo 2020    | 23 luglio 2020  |
| 9  | The Shapeshifters                   | Gli alieni mutaforma              | 21 marzo 2020    | 30 luglio 2020  |
| 10 | The Mystery of the Skinwalker Ranch | Il mistero dello Skinwalker Ranch | 28 marzo 2020    | 21 gennaio 2021 |
| 11 | The Ultimate Guide to UFOs          | La guida definitiva agli UFO      | 11 aprile 2020   | 6 agosto 2020   |
| 12 | Aliens and the Presidents           | Alieni e presidenti               | 18 aprile 2020   | 13 agosto 2020  |

## Stagione 16
| nº | Titolo originale                     | Titolo italiano               | Prima TV USA     | Prima TV Italia  |
| -- | ------------------------------------ | ----------------------------- | ---------------- | ---------------- |
| 1  | The Divine Number                    | Il numero divino              | 13 novembre 2020 | 10 dicembre 2020 |
| 2  | The Lost Kingdom                     | Shambhala, il regno perduto   | 20 novembre 2020 | 17 dicembre 2020 |
| 3  | The Galactic Keyhole                 | Le chiavi dell'Universo       | 4 dicembre 2020  | 14 gennaio 2021  |
| 4  | Giants Of The Mediterranean          | I giganti del Mediterraneo    | 11 dicembre 2020 | 31 gennaio 2020  |
| 5  | The Forbidden Bible                  | La Bibbia perduta             | 18 dicembre 2020 | 24 dicembre 2020 |
| 6  | William Shatner Meets Ancient Aliens | Gli enigmi di William Shatner | 12 febbraio 2021 | aprile 2021      |
| 7  | Impossible Artifacts                 | Manufatti alieni              | 19 febbraio 2021 | 7 gennaio 2021   |
| 8  | The Space Travellers                 | Turisti spaziali              | 26 febbraio 2021 | 19 agosto 2021   |
| 9  | The UFO Pioneers                     | I pionieri dell'ufologia      | 5 marzo 2021     | 26 agosto 2021   |
| 10 | The Harmonic Code                    | Il codice armonico            | 12 marzo 2021    | 2 settembre 2021 |

## Stagione 17
| nº | Titolo originale            | Titolo italiano                        | Prima TV USA      | Prima TV Italia   |
| -- | --------------------------- | -------------------------------------- | ----------------- | ----------------- |
| 1  | The Lost City of Peru       | La città perduta del Perù              | 6 agosto 2021     | 16 settembre 2021 |
| 2  | Top Ten Mysterious Sites    | Top 10 - I luoghi del mistero          | 13 agosto 2021    | 23 settembre 2021 |
| 3  | Top Ten Alien Cover-Ups     | Top 10 - Gli insabbiamenti dei governi | 20 agosto 2021    | 7 ottobre 2021    |
| 4  | The Mystery of Mount Shasta | I misteri del monte Shasta             | 17 settembre 2021 | 9 settembre 2021  |
| 5  | The Human Experiment        |                                        | 24 settembre 2021 |                   |
| 6  | Top Ten Alien Encounters    | Top 10 - Incontri ravvicinati          | 1º ottobre 2021   | 14 ottobre 2021   |
| 7  | Top Ten Alien Artifacts     | Top 10 - Gli oggetti del mistero       | 8 ottobre 2021    | 30 settembre 2021 |

## Stagione 18
| nº | Titolo originale                                      | Titolo italiano                            | Prima TV USA      | Prima TV Italia  |
| -- | ----------------------------------------------------- | ------------------------------------------ | ----------------- | ---------------- |
| 1  | The Disclosure Event                                  | Documenti Top-secret                       | 7 gennaio 2022    | 4 maggio 2022    |
| 2  | Mystery of the Standing Stones                        | Il mistero dei menhir                      | 14 gennaio 2022   | 11 maggio 2022   |
| 3  | Beneath the Sacred Temples                            | I sotterranei dei Sacri Templi             | 21 gennaio 2022   | 18 maggio 2022   |
| 4  | The World on Alert                                    | Fenomeni aerei non identificati            | 28 gennaio 2022   | 25 maggio 2022   |
| 5  | Recovering the Ark of the Covenant                    | L'arca dell'Alleanza                       | 11 febbraio 2022  | 1º giugno 2022   |
| 6  | Secrets of the Star Ancestors                         | Siamo figli delle stelle?                  | 18 febbraio 2022  | 8 giugno 2022    |
| 7  | Alien Air Force                                       | L'aeronautica aliena                       | 25 febbraio 2022  | 15 giugno 2022   |
| 8  | The Shadow People                                     | Nascosti nell'ombra                        | 4 marzo 2022      | 22 giugno 2022   |
| 9  | Decoding the Dragon Gods                              | Tutta la verità sui draghi                 | 11 marzo 2022     | 29 giugno 2022   |
| 10 | The Time Benders                                      | Viaggiatori del tempo                      | 18 marzo 2022     | 6 luglio 2022    |
| 11 | Ancient Aliens on Location: Incredible Structures     | Il giro del mondo - Incontri alieni        | 8 luglio 2022     | 21 ottobre 2022  |
| 12 | Ancient Aliens on Location: Extraordinary Encounters  | Il giro del mondo - Costruzioni misteriose | 17 luglio 2022    | 16 ottobre 2022  |
| 13 | Ancient Aliens on Location: Decoding the Alien Glyphs | Il giro del mondo - Simboli alieni         | 22 luglio 2022    | 11 novembre 2022 |
| 14 | Ancient Aliens on Location: The UFO Investigations    | Il giro del mondo - Investigazioni UFO     | 29 luglio 2022    | 04 novembre 2022 |
| 15 | Ancient Aliens on Location: Mysterious Artifacts      | Il giro del mondo - I reperti              | 5 agosto 2022     | 18 novembre 2022 |
| 16 | Ancient Aliens on Location: Evidence of Alien Life    | Il giro del mondo - Le prove               | 12 agosto 2022    | 25 novembre 2022 |
| 17 | The Shining Ones                                      | Le fate irlandesi                          | August 19, 2022   | 29 ottobre 2022  |
| 18 | Journey to Immortality                                | Esseri immortali                           | 26 agosto 2022    | 18 dicembre 2022 |
| 19 | Secrets of Inner Earth                                | I sette mondi                              | 9 settembre 2022  | 09 dicembre 2022 |
| 20 | Return of the Egyptian Gods                           | Il ritorno degli dei egizi                 | 16 settembre 2022 | 02 dicembre 2022 |

## Stagione 19
| nº | Titolo originale                   | Titolo italiano                      | Prima TV USA       | Prima TV Italia   |
| -- | ---------------------------------- | ------------------------------------ | ------------------ | ----------------- |
| 1  | The Hotspots Connection            | Gli hotspot degli UFO                | January 6, 2023    | 03 agosto 2023    |
| 2  | The Crop Circle Code               | Codici nel grano                     | January 13, 2023   | 03 agosto 2023    |
| 3  | Mystery of the Lost Civilization   | Il mistero della civiltà perduta     | January 20, 2023   | 10 agosto 2023    |
| 4  | The Power of the Obelisks          | Il potere degli obelischi            | February 3, 2023   | 17 agosto 2023    |
| 5  | The MUFON Files                    | I nuovi X-Files                      | February 10, 2023  | 24 agosto 2023    |
| 6  | Cosmic Impacts                     | Impatti cosmici                      | February 17, 2023  | 31 agosto 2023    |
| 7  | Close Encounters of the Fifth Kind | Incontri ravvicinati del quinto tipo | February 24, 2023  | 07 settembre 2023 |
| 8  | The Mysteries of Alaska            | I misteri dell'Alaska                | March 3, 2023      | 14 settembre 2023 |
| 9  | Aliens in our Airspace             | Alieni nel nostro spazio aereo       | March 10, 2023     | 21 settembre 2023 |
| 10 | The Giants of Malta                | I giganti di Malta                   | March 17, 2023     | 28 settembre 2023 |
| 11 | The Top Ten Pyramid Sites          | Top 10 - Le Piramidi                 | June 30, 2023      | 26 ottobre 2023   |
| 12 | The Top Ten Mysterious Devices     | Top 10 - Tecnologie misteriose       | July 7, 2023       | 02 novembre 2023  |
| 13 | The Top Ten Mysterious Islands     | Top 10 - Le isole del mistero        | July 14, 2023      | 09 novembre 2023  |
| 14 | The Top Ten Alien Craft            | Top 10 - Veicoli extraterrestri      | July 21, 2023      | 16 novembre 2023  |
| 15 | Edgar Cayce: The Sleeping Prophet  | Edgar Cayce, il profeta dormiente    | August 4, 2023     | 23 novembre 2023  |
| 16 | The Gods of Greece                 | Gli Dei dell'Olimpo                  | August 11, 2023    | 30 novembre 2023  |
| 17 | The New UFO Hunters                | I nuovi cacciatori di UFO            | August 18, 2023    | 07 dicembre 2023  |
| 18 | The Power of the Talisman          | Il potere del talismano              | August 25, 2023    | 14 dicembre 2023  |
| 19 | The Top Ten Mysteries of the Deep  | Top 10 - Gli enigmi degli abissi     | September 8, 2023  | 21 dicembre 2023  |
| 20 | The Top Ten Alien Petroglyphs      | Top 10 - Incisioni aliene            | September 15, 2023 | 28 dicembre 2023  |